# 陈希米
陈希米（1961年-），华夏出版社副编审，中国当代作家史铁生之妻。右腿轻微残疾。1989年与史铁生结婚，在他离世后的第2年，陈希米出版隨筆集《讓「死」活下去》《骰子遊戲》，以及長篇小說《女人一思考》等。